# Maîtres et possesseurs de la nature
« Nous rendre comme maîtres et possesseurs de la nature » serait, d'après un passage du Discours de la méthode publié par le philosophe français René Descartes en 1637, ce que les hommes parviendront à faire lorsqu'ils auront développé leur savoir par la connaissance de la science.

## L'expression chez Descartes

### L'expression dans son contexte
« Mais, sitôt que j'ai eu acquis quelques notions générales touchant la physique, et que, commençant à les éprouver en diverses difficultés particulières, j'ai remarqué jusques où elles peuvent conduire, et combien elles diffèrent des principes dont on s'est servi jusques à présent, j'ai cru que je ne pouvois les tenir cachées sans pécher grandement contre la loi qui nous oblige à procurer autant qu'il est en nous le bien général de tous les hommes : car elles m'ont fait voir qu'il est possible de parvenir à des connaissances qui soient fort utiles à la vie ; et qu'au lieu de cette philosophie spéculative qu'on enseigne dans les écoles, on en peut trouver une pratique, par laquelle, connaissant la force et les actions du feu, de l'eau, de l'air, des astres, des cieux, et de tous les autres corps qui nous environnent, aussi distinctement que nous connaissons les divers métiers de nos artisans, nous les pourrions employer en même façon à tous les usages auxquels ils sont propres, et ainsi nous rendre comme maîtres et possesseurs de la nature. Ce qui n'est pas seulement à désirer pour l'invention d'une infinité d'artifices, qui feraient qu'on jouirait sans aucune peine des fruits de la terre et de toutes les commodités qui s'y trouvent, mais principalement aussi pour la conservation de la santé, laquelle est sans doute le premier bien et le fondement de tous les autres biens de cette vie ; car même l'esprit dépend si fort du tempérament et de la disposition des organes du corps, que, s'il est possible de trouver quelque moyen qui rende communément les hommes plus sages et plus habiles qu'ils n'ont été jusques ici, je crois que c'est dans la médecine qu'on doit le chercher. »

— René Descartes, Discours de la méthode, texte établi par Victor Cousin, Levrault, 1824, tome I, sixième partie

### Place dans la pensée cartésienne
À travers l'expression « philosophie spéculative qu'on enseigne dans les écoles », Descartes vise particulièrement la philosophie scolastique, qui résulte de la réconciliation qu'a effectuée, au XIIIe siècle, saint Thomas d'Aquin à la suite du philosophe andalou Ibn Roshd (dit Averroès), entre le christianisme et la philosophie d'Aristote. La scolastique était, à l'époque de Descartes, largement enseignée dans les universités en Occident.
Il est à noter que l'insertion du terme « comme » permet à Descartes d'éviter d'éventuelles accusations d'hérésie : dans la tradition chrétienne dominante à l'époque, le seul « maître et possesseur de la nature » est Dieu[réf. nécessaire].
Descartes voit dans la technique le déploiement de la puissance de l'homme capable d'utiliser la nature à ses seules fins.
Cependant il faut mettre en garde contre une interprétation heideggerienne répandue qui laisserait penser qu'en tant que maître et possesseur l'homme peut faire ce qu'il souhaite de la nature quitte à la détruire faisant de lui un précurseur de la vision consumériste des sociétés contemporaines. Ce n'est pas le cas puisqu'il est seulement « comme » possesseur de la nature qui ne lui appartient donc effectivement pas. Cette erreur est due au fait que nous comprenons généralement le terme « maître » au sens de domination comme dans le rapport maître/esclave alors que Descartes l'utilise comme dans les expressions de maître d'armes ou de tableau de maître c'est-à-dire au sens de celui qui maîtrise parfaitement son sujet (en latin le dominus est autant le propriétaire que le responsable). C'est le sens de la référence aux artisans qui sont par exemple maîtres orfèvres lorsqu'ils ont acquis un niveau de maîtrise suffisant dans leur art. C'est pourquoi Descartes ne promeut pas un usage irresponsable et déraisonné de la nature, bien au contraire il nous encourage à l'étudier pour la comprendre parfaitement afin de s'en servir au mieux en réussissant à anticiper et à maîtriser toutes les conséquences de nos actes sur elle, ce que nous sommes bien loin d'avoir accompli.

## Postérité de l'expression après Descartes

### Postérité dans le christianisme
Détachée du contexte dans lequel Descartes l’avait employée et amputée du « comme » qu’il avait prudemment utilisé, l’expression a fait florès et sert, le plus souvent inconsciemment, de mot d’ordre pour définir les relations de l’être humain avec son environnement, du moins jusqu’à la prise de conscience des enjeux environnementaux. Ces conceptions rejoignent celles exprimées dans le mythe de la création de l’univers dans la Genèse (Gn 1, 26-28) :

« Créons l’homme à notre image, à notre ressemblance, et qu’il domine sur les poissons de la mer, les oiseaux du ciel, les bestiaux, toutes les bêtes sauvages et toutes les bestioles qui rampent sur la terre. Dieu créa l’homme et la femme à son image, les bénit et leur dit : « Soyez féconds, multipliez-vous, emplissez la terre et soumettez-la ; dominez sur les poissons de la terre, les oiseaux du ciel et tous les animaux qui rampent sur la terre » »

ce qui a poussé l'historien Lynn White Jr à accuser en 1967 le judéo-christianisme d'être responsable de la crise écologique.
En 1975, dans le dossier n° 9 de la revue Aujourd'hui « Les chrétiens et la gestion du monde », le père Dominique Dubarle, ancien doyen de la faculté de philosophie de l’Institut catholique de Paris, écrit :

« L’homme créé à l’image de Dieu souligne une proximité privilégiée de l'homme vis-à-vis de Dieu et non pas une position de domination sur le monde » (…) « Soyez féconds, multipliez, emplissez la terre » est l’objet d’une bénédiction et non d’un ordre  » (…) « Trois siècles durant, nous avons agi à l’égard de la nature comme à l’égard d’un matériau ; nous nous en sommes rendus brutalement maîtres et possesseurs. Nous ne pouvons plus entretenir pareille habitude despotique et, somme toute infantile. »

Dans le même dossier, le jésuite Joseph Hug de Genève, le pasteur André Dumas, doyen de la faculté de Théologie protestante de Paris et le professeur Willem Visser 't Hooft, président d’honneur du Conseil œcuménique des Églises, s’insurgent devant cette lecture erronée de la Bible . 
Le théologien catholique Fabien Revol explique également que Lynn White critique la façon dont le christianisme occidental a reçu une interprétation cartésienne du premier chapitre du livre de la Genèse, avec ce que cela implique en ce qui concerne la relation au monde naturel.
Le théologien orthodoxe Jean-Claude Larchet montre que la crise écologique résulte plus largement du changement de paradigme de la Renaissance, où l'humanisme s'est imposé dans tous les domaines, avec plusieurs corrélats : le naturalisme, le rationalisme et l'individualisme. À partir du XVIIe siècle, l’homme devient alors « maître et possesseur de la nature », comme le recommande Descartes, inaugurant une relation de pouvoir et de domination (qui jusqu’alors était réservée à Dieu, créateur et provident), de possession (l’homme n’étant auparavant qu’un locataire et un intendant), et d’exploitation (l’homme n’étant auparavant qu’un usager limitant sa consommation aux nécessités vitales).
Dans l'encyclique Laudato si’ « sur la sauvegarde de la maison commune » (2015), le pape François répond à ces accusations :

« Nous ne sommes pas Dieu. La terre nous précède et nous a été donnée. Cela permet de répondre à une accusation lancée contre la pensée judéo-chrétienne : il a été dit que, à partir du récit de la Genèse qui invite à « dominer » la terre (cf. Gn 1, 28), on favoriserait l’exploitation sauvage de la nature en présentant une image de l’être humain comme dominateur et destructeur. Ce n’est pas une interprétation correcte de la Bible, comme la comprend l’Église. S’il est vrai que, parfois, nous les chrétiens avons mal interprété les Écritures, nous devons rejeter aujourd’hui avec force que, du fait d’avoir été créés à l’image de Dieu et de la mission de dominer la terre, découle pour nous une domination absolue sur les autres créatures. Il est important de lire les textes bibliques dans leur contexte, avec une herméneutique adéquate, et de se souvenir qu’ils nous invitent à « cultiver et garder » le jardin du monde (cf. Gn 2, 15). Alors que « cultiver » signifie labourer, défricher ou travailler, « garder » signifie protéger, sauvegarder, préserver, soigner, surveiller. Cela implique une relation de réciprocité responsable entre l’être humain et la nature[...]. »

Le pape enseigne aussi qu'il est nécessaire, pour respecter la Création, de croire en un Dieu créateur et unique maître du monde :

« Nous ne pouvons pas avoir une spiritualité qui oublie le Dieu tout-puissant et créateur. Autrement, nous finirions par adorer d’autres pouvoirs du monde, ou bien nous prendrions la place du Seigneur au point de prétendre piétiner la réalité créée par lui, sans connaître de limite. La meilleure manière de mettre l’être humain à sa place, et de mettre fin à ses prétentions d’être un dominateur absolu de la terre, c’est de proposer la figure d’un Père créateur et unique maître du monde, parce qu’autrement l’être humain aura toujours tendance à vouloir imposer à la réalité ses propres lois et intérêts. »